# Rysk-persiska kriget (1804–1813)
Rysk-persiska kriget 1804–1813 var ett krig mellan Rysslands och Persien om herraväldet i södra Kaukasien som ägde rum mellan åren 1804 och 1813.

## Bakgrund
I slutet av 1700-talet, till följd av Rysslands växande inflytande, strävade man efter att inkorporera södra Kaukasien i Ryska imperiet och påbörjade spridningen av tsarens makt i dessa trakter. I september 1801 förklarade tsar Alexander I av Ryssland (1801–1825) Östra Georgien vara anslutet till Imperiet. I november 1803 till januari 1804 invaderades Gjandzja. I maj 1804 krävde den persiske shahen Feth-Ali (1797–1834), som ingick ett förbund med Storbritannien, att alla ryska trupper skulle lämna södra Kaukasien. Ryssarna ignorerade detta anspråk.

## Krigets gång
I början av juni ryckte perserna, ledda av tronföljaren Abbas Mirza, in i Jerevankhanatet, men led nederlag mot Pavel Tsitsianovs trupper vid orten Gumru, vid klostret i Etjmiadzin, vid floden Zanga och vid byn Kalagiri. Därefter vände de tillbaka till bortom floden Araks. Ryssarna lyckades dock inte att inta Jerevan. I juni 1805 företog Abbas Mirza en offensiv mot Tbilisi, men mötte ett hårt motstånd av en liten division vid floden Askeran nära bergsområdet Karabach, vilket gav Tsitsianov möjligheten att samla krafter och i slutet av juli krossa perserna vid floden Zagam inte långt från Gjandzja. I november 1805 riktade Tsitsianov armén mot Baku. Den 20 februari blev han dödad under förhandlingar med den bakinske khanen.
Istället för Tsitsianov utsågs Ivan Gudovitj som befälhavare över kaukasiska trupper och sommaren 1806 tillfogade han Abbas Mirza ett svårt nederlag vid Karakapet i Karabach och intog Sjäki, Derbent, Baku och Quba. Det i november 1806 inledda rysk-turkiska kriget tvingade de ryska befälen att sluta fred med perserna vintern 1807. I maj 1807 ingick Feth-Ali dock ett förbund med Frankrike mot Ryssland och år 1808 återupptogs striderna. Ryssarna intog Etjmiadzin och tillfogade Abbas Mirza ytterligare några nederlag. Efter att ryssarnas belägring av Jerevan misslyckades byttes Gudovitj mot Alexander Tormasov som år 1809 slog tillbaka de persiska arméernas offensiv mot Gjandzja. Persien bröt uppgörelsen med Frankrike och återupptog sitt förbund med Storbritannien, som initierade en pakt mellan Persien och Osmanska riket om samarbete och gemensamma militära operationer på den kaukasiska fronten. I september 1810 stoppade den ryska hären persernas anfall mot Achalkalaki och hindrade dem därigenom att förena sig med de osmanska trupperna.
Efter att Osmanska riket skrivit under ett fredsavtal med Ryssland började Persien överväga att sluta fred. Nyheten om att Napoleon intog Moskva uppmuntrade det militära partiet vid shahens hov; för ett anfall mot Georgien samlades en stor armé under Abbas Mirza. Kotlarovskij gick dock över Araks 19-20 oktober, krossade den 1 november persernas styrkor som var många fler i antal än hans egna och kunde den 1 januari inta Länkäran. Shahen blev tvungen att inleda fredsförhandlingar. Den 12 oktober slöts den slutliga freden vid Gulistan.

## Konsekvenser
Ryska imperiet gick ur kriget som en uppenbar segrare. Persien fick avträda stora landsområden, större delen av södra Kaukasien; nästan hela dagens Azerbajdzjans och Östra Georgiens territorium annekterades av Ryssland som dessutom fick ensamrätt att ha militär flotta på Kaspiska havet. Dock blev relationerna mellan Ryssland och Storbritannien ännu mer spända på grund av ryssarnas framgångar. Azererna splittrades; de flesta bodde nu i södra delen av landet, som anslöts till Persien, och en mindre del bodde i den norra delen som gick enligt freden till Ryssland. Det förklarar faktumet att Iran idag har en stor minoritet av azerbajdzjaner inom sina gränser, cirka 25 procent av befolkningen. Med tecknandet av fredsavtalet löstes dock inte alla motsättningar mellan Ryssland och Persien; den sistnämnda kunde inte acceptera att de inte längre var det dominerande riket i regionen och ville ha tillbaka vad de förlorat. Ryssarna i sin tur ville gärna härska över hela Kaukasien, alltså besätta även Jerevan och Nachitjevan, som fortfarande lydde under Persien. Därtill kan man säga att den muslimska befolkningen inte trivdes så gott under de nykomna ryska myndigheterna. Alla dessa omständigheter skulle efterhand leda till rysk-persiska kriget 1826–1828.